# Golfo de Tarento
El golfo de Taranto es un golfo perteneciente al mar Jónico. El golfo se encuentra entre la península salentina y Calabria. El golfo de Taranto está comprendido entre punta Meliso de Santa María de Leuca (provincia de Lecce), y punta Alice. La línea de base que lo encierra tiene una longitud de 60 millas marinas.
Las regiones italianas que tienen costa en este golfo son Apulia, Basilicata y Calabria.
En el golfo de Taranto se encuentran ciudades como Tarento o la Gallipoli italiana.
- Datos: Q192738
- Multimedia: Gulf of Taranto / Q192738